# Mémoire des hommes
Mémoire des hommes est un site internet mettant à disposition gratuitement les archives militaires du Ministère des Armées français. Mis en ligne en 2003, il permet tout d'abord l'accès libre à la liste des militaires français tués pendant la Première Guerre mondiale,.